# Карадагский, Гасаналиага-хан
Гасаналиага-хан Карадагский (Гарадаги/Карадаги) (азерб. Həsənəli xan Qaradaği; 28 января 1848, Шуша — 2 декабря 1929, Шуша) — азербайджанский педагог, поэт, переводчик и историк. Внук последнего хана Карадагского ханства Мухаммедкули.

## Биография
Гасаналиага-хан Карадагский родился в 28 января 1848 года в Шуше. В 1857 году он поступает в уездную русскую школу города  Шуша, которую оканчивает в 1866 году. С 1873 г. в г. Тифлисе, а с 1878 г. — в г. Шуше активно занимается просветительской и творческой деятельностью. 
В 1878 году открывает в Шуше первую на родном языке школу нового типа. Он — автор первых стихотворных материалов дидактического характера. Наряду с переводом свыше 60 басен И. А. Крылова, является первым переводчиком A. Е. Измайлова («Осел и Конь», 1810), А. А. Пчельниковой (стихотворение «Пойманная птичка», 1859), Л. Н. Модзалевского (стихотворение «Приглашение в школу», 1864).
В 1880 году написал книгу «Древние и новые особенности и очерки Карабахской области, повествования о правлениях Панах-хана, Ибрагим-хана и Мехдигули-хана», посвящённую истории Карабаха. Однако, данное произведение не сохранилось в полном виде. В 1936 году его отрывки были собраны сыном Карадагского Мухаммедом Карадаги. Карадагский является также автором сочинения «Тазкират-и Карадаги», в котором поведал о жизни азербайджанских ашугов, в том числе о жившем в XVII века Сары Ашуге.
Гасаналиага-хан Карадагский скончался 2 декабря 1929 года в родной Шуше. Является дедом азербайджанского диктора Айдына Карадаглы.

## «Вэтэн дили»
Его заслуги в создании «Вэтэн дили» («Родная речь») отмечены первым инспектором азербайджанского отделения Закавказская учительская семинария А. О. Черняевским и первым профессиональным педагогическим кадром Азербайджана С. Г. Велибековым в предисловии ко II части учебника: «Большинство басен и стихотворений обязательно составлено для настоящей книги Гасаналиагою ханом Карадагским, содержание же басен взято преимущественно из Крылова. Школа, для которой трудился Гасаналиага, должна быть весьма много обязана за первые опыты стихотворений, пригодных для детского возраста, так как в азербайджанской литературе почти вовсе нет подобных стихотворений; составители же не могут не выразить здесь хану Карадагскому, за его существенную помощь, глубокую признательность».

## Перевод басен Крылова
Свыше 60-ти басен Крылова в 80-х годах XIX века перевел Гасан-Алиага-хан Карадагский. Как отмечал выдающийся азербайджанский литературовед Микаил Рафили, «переводы Хан Карадагского имели исключительное значение в культурной жизни Азербайджана. Благодаря его переводам учебно-воспитательная литература обогатилась новыми, социально-насыщенными произведениями и русская литература стала действительно достоянием широких масс Азербайджана. Эти переводы с любовью читались и изучались школьниками, они воспринимались как оригинальное явление в литературной жизни. Карадагский стремился дать перевод очень близкий по своему содержанию к оригиналу. Очень характерно, что переводчик не ограничивался передачей содержания, но иногда давал и свои заключения, почерпнутые из народных поговорок и выражавшие квантэссенцию произведения Крылова… Переводы басен Крылова занимали наиболее важное место во всей переводческой деятельности азербайджанских писателей конца XIX века». Интерес к творчеству Крылова был велик и не случайно, что выдающийся азербайджанский писатель Абдуррагим-бек Ахвердов начал в 1885 году свою литературную деятельность с перевода басни Крылова «Дуб и Трость». Дальше, как говорится, больше. Рашид-бек Эфендиев, Мирза Алекпер Сабир, Аббас Сиххат, Абдулла Шаиг — все они обращались к творчеству Крылова. В 1938 году была издана книга А. Шаига, включавшая переводы 97 басен Крылова. В переводах Шаига отчетливо проглядывают первые, но смелые опыты переводов Карадагского. «Интерес Шаига к поэзии, литературе появился в семилетнем возрасте, когда он стал учиться в тифлисской школе. Он запоминал стихи на азербайджанском, русском и персидском языках. Первым его учебником явился „Вэтэн дили“, в который были включены басни И. А. Крылова в переводе Гасан-Алиага-хана Карадагского (Карадаги)»